# Somo (Barouéli)
Somo è un comune rurale del Mali facente parte del circondario di Barouéli, nella regione di Ségou.
Il comune è composto da 10 nuclei abitati:
- Djebougou
- Kota-Wéré
- Malembougou
- N'Golobala
- N'Golobala-Wéré
- Sioni-Sambela
- Soana
- Somo
- Somo-Wéré I
- Somo-Wéré II